# Obando (Filippine)
Obando è una municipalità di seconda classe delle Filippine, situata nella Provincia di Bulacan, nella Regione del Luzon Centrale.
Obando è formata da 11 baranggay:
- Binuangan
- Catanghalan
- Hulo
- Lawa
- Paco
- Pag-asa (Poblacion)
- Paliwas
- Panghulo
- Salambao
- San Pascual
- Tawiran